# Алексий (Молчанов)
Архиепископ Алексий (в миру Алексей Васильевич Молчанов; 5 октября 1853, Сарапульский уезд, Вятская губерния — 20 мая 1914, Грузия) — епископ Русской Православной Церкви, духовный писатель, проповедник, автор статей по богословским вопросам. Известен также тем, что прекратил дело по обвинению Григория Распутина в хлыстовстве.

## Биография
Родился в селе Люк (по другим сведениям — Кильмезь) Сарапульского уезда Вятской губернии в многодетной семье диакона. Учился в Глазовском духовном училище, а затем в Вятской духовной семинарии, которую окончил в 1876 году в числе лучших студентов.
В 1876—1883 годах работал учителем начальной земской школы, служил псаломщиком в одном из храмов Вятской епархии, заведующим сельским Кукарским земским училищем.
В 1883 году женился, но смог поступить в Казанскую духовную академию (КазДА). 21 ноября того же года был рукоположён во диакона к академической церкви КазДА, а 22 октября 1885 года — во священника.
В 1887 году окончил академию в числе самых видных студентов. Написал диссертацию на тему «Св. Киприан Карфагенский и его учение о Церкви», за которую был удостоен 19 мая 1888 года Советом академии степени магистра богословия.
С 1 сентября 1887 года — законоучитель 3-й Казанской мужской гимназии. С 9 ноября 1890 года — законоучитель училища глухонемых детей. С 12 августа 1892 года — законоучитель Мариинской женской гимназии, а с 1 января 1895 года — 1-й мужской гимназии.
В 1897 году потерял жену, оставшись с малолетним сыном Леонидом.
4 сентября 1899 года в крестовой церкви Вознесения Господня при загородном архиерейском доме архиепископом Казанским Арсением (Брянцевым) был пострижен в иночество, а на третий день возведён в сан архимандрита и назначен ректором в Казанскую духовную семинарию. В том же месяце был назначен епархиальным цензором, а 20 июля 1900 года стал ректором Казанской духовной академии. 9 сентября того же года был хиротонисан во епископа Чистопольского, 1-го викария Казанской епархии.
Общим собранием «Казанского Общества Трезвости» (КОТ), проходившем 28 января 1901 года, был единогласно избран почётным членом общества.
В 1905 году был избран почётным членом Казанской духовной академии. 26 марта того же года получил самостоятельную кафедру, став епископом Таврическим и Симферопольским.
После издания «манифеста 17 октября» предостерегал, чтобы дарованные свободы не повлекли «свободу от совести».
5 ноября 1910 года был определён епископом Псковским и Порховским, однако 17 апреля 1912 года был переведён в Тобольск епископом Тобольским и Сибирским, причиной чему было названо обнаружение в Воронцовском Благовещенском монастыре секты иоаннитов.
Пре6ывая на Тобольской кафедре, трудился, подобно своим предшественникам, для прославления святителя Иоанна (Максимовича), а также лично взялся за дело по обвинению Григория Распутина в хлыстовстве: изучил материалы, затребовал сведения от причта церкви села Покровское, неоднократно беседовал с самим Распутиным. По результатам этого нового расследования было подготовлено и 29 ноября 1912 года утверждено заключение Тобольской духовной консистории, разосланное многим высокопоставленным лицам и некоторым депутатам Государственной думы. В заключении Распутин-Новый назван «православным христианином, человеком духовно настроенным и ищущим правды Христовой»
4 октября 1913 года владыка Алексий был назначен «архиепископом Карталинским и Кахетинским с званием члена Святейшего Синода и экзарха Грузии». Однако занимать Грузинскую кафедру новому архиерею долго не пришлось. На жизнь архиепископа Алексия в Грузии дважды делались покушения. Полгода спустя после своего назначения, 20 мая 1914 года, архиепископ, страдавший в последние годы жизни болезнью почек и горловой чахоткой, скончался.
После смерти его гроб по рекам Волге, Каме и Вятке был доставлен на его родину в село Кильмезь, где было предано земле в склепе Троицкой церкви. Отпевание совершил епископ Ереванский Пимен (Пегов).
Его захоронение существовало до средины 1950-х годов и почиталось местными жителями. В годы хрущевских церковных гонений Троицкий храм был закрыт и перестроен в клуб, захоронение Алексия Молчанова было утеряно. Сейчас Троицкий храм снова возвращён церкви.